# غريغور ستيفنز
غريغور ستيفنز (بالإنجليزية: Gregor Stevens)‏ (13 يناير 1955 بغلاسكو في المملكة المتحدة - ) هو لاعب كرة قدم بريطاني في مركز الدفاع. لعب مع ليستر سيتي ونادي بارتيك ثيسل ونادي بريتشين سيتي ونادي رينجرز ونادي ماذرويل وهارت أوف ميدلوثيان ونادي دمبرتون ورابطة كرة القدم الاسكتلندية الحادية عشر ‏.

## وصلات خارجية
- غريغور ستيفنز على موقع قاعدة بيانات كرة القدم.إي يو (الإنجليزية)